# Bernd Pfaffenbach
Bernd Pfaffenbach (* 7. Mai 1946 in Kassel) ist ein ehemaliger deutscher Verwaltungsbeamter.

## Werdegang
Pfaffenbach legte 1966 sein Abitur an der Albert-Schweitzer-Schule in Kassel ab. Anschließend nahm er an der Universität Marburg ein Studium der Volkswirtschaftslehre auf, dass er 1971 mit dem Diplom abschloss. 1974 wurde er an der Universität Marburg mit einer Arbeit zum Thema Theoretische Studien zur Umweltökonomik zum Dr. rer. pol. promoviert.
Im gleichen Jahr wechselte Pfaffenbach an das Bundesministerium für Wirtschaft, wo er im Referat „Grundsatzfragen der Energiepolitik“ eingesetzt wurde. 1977/78 war er bei der Ständigen Vertretung der Bundesrepublik Deutschland bei den Vereinten Nationen tätig. 1978 kehrte Pfaffenbach in das Bundeswirtschaftsministerium zurück. Dort wurde er zunächst dem Referat „Grundsatzfragen der Außenwirtschaft und der internationalen Währungspolitik“ und später dem Referat „Grundsatzfragen der Wirtschaftsordnung und der Wirtschaftspolitik“ zugewiesen. Von 1984 bis 1988 war er persönlicher Referent des Staatssekretärs Otto Schlecht.
1988 wechselte Pfaffenbach als Referatsleiter in das Bundespräsidialamt, wo er für die Koordination mit dem Bundeswirtschaftsministerium, dem Bundesfinanzministerium sowie sechs weiteren Ministerien zuständig war.
Anschließend war er von 1992 bis 2000 im Bundeskanzleramt als Gruppenleiter und stellvertretender Abteilungsleiter für Wirtschaftspolitik, Finanzpolitik und die neuen Bundesländer zuständig. 2001 wurde Pfaffenbach wirtschaftspolitischer Berater von Bundeskanzler Gerhard Schröder und Leiter der Abteilung Wirtschafts- und Finanzpolitik im Bundeskanzleramt. Ab 2002 war er zusätzlich für die Abteilung Arbeitsmarktpolitik zuständig.
Im Dezember 2004 wurde Pfaffenbach zum Staatssekretär im Bundesministerium für Wirtschaft und Arbeit ernannt. Außerdem wurde er Persönlicher Beauftragter der Bundeskanzlerin Angela Merkel für die Weltwirtschaftsgipfel der G8-Staaten (Sherpa).
Sein Nachfolger im Kanzleramt wurde Jens Weidmann.
Ende Mai 2011 ging Pfaffenbach in den Ruhestand. Ihm folgte als Staatssekretär im BMWi Stefan Kapferer nach.

## Ehrungen
- Großoffizier des Verdienstordens der Italienischen Republik
- 2009: Großes Silbernes Ehrenzeichen mit dem Stern für Verdienste um die Republik Österreich[2]
- 2011: Verdienstkreuz 1. Klasse der Bundesrepublik Deutschland